# Ансоальд (нотарий)
Ансоальд (Ансвальд; лат. Ansoaldus или Answaldus; VII век) — нотарий, активно участвовавший в создании изданного 22 ноября 643 года «Эдикта Ротари».

## Биография
Единственный исторический источник сообщающий о Ансоальде — текст составленного по повелению короля Ротари первого письменного свода законов лангобардов.
Ансоальд был королевским нотарием в столице Лангобардского государства городе Павия. Он не только один из первых известных по имени средневековых итальянских нотариев, но и первый упоминающийся в источниках нотарий лангобардского происхождения.
Как человеку прекрасно освоившему свою профессию, Ансоальду было доверено собственноручно написать полный текст 388 статей «Эдикта Ротари». Однако, как предполагается, сам Ансоальд ни в отборе упоминавшихся в своде законодательных актов, ни в согласовании их текстов непосредственного участия не принимал.
Написанный Ансоальдом текст стал протографом для всех позднейших копий «Эдикта Ротари». В своде законов по повелению короля особо указывалось, что ни одна копия не будет считаться действительной, если она не будет в точности совпадать с заверенным Ансоальдом текстом, хранившимся в королевском дворце в Павии. Это свидетельствует о том, что Ансоальд в то время пользовался очень большим уважением при королевском дворе.